# Malmö diskont
Malmö diskont var en form av bankföretag, så kallad diskont, i Malmö, som erhöll oktroj 1803 och var verksamt 1804–17.
Malmö diskont hade ett eget kapital på 100 000 riksdaler och man hade krediträtt i Riksbanken till samma belopp. På grund av upprepade kriser tvingades dock staten till betydande stödåtgärder till Malmö diskont (i likhet med övriga diskonter). Malmö diskont erhöll sålunda nya krediter hos Riksbanken på 410 000 (1808) och 700 000 riksdaler (1815). Under krisen 1815–17 gav Malmö diskont mycket stora lån till enskilda, vilka man försökte dölja med falsk bokföring. Efter att detta uppdagats 1817 dömdes Malmös borgmästare Carl Magnus Nordlindh till fängelse och hela diskontväsendet avvecklades.